# リバーシブルレーン

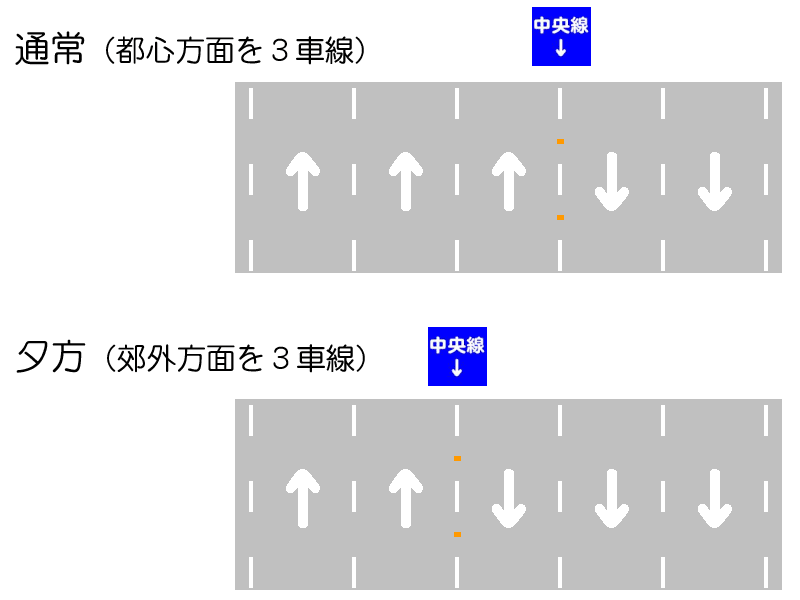
リバーシブルレーンのイメージ

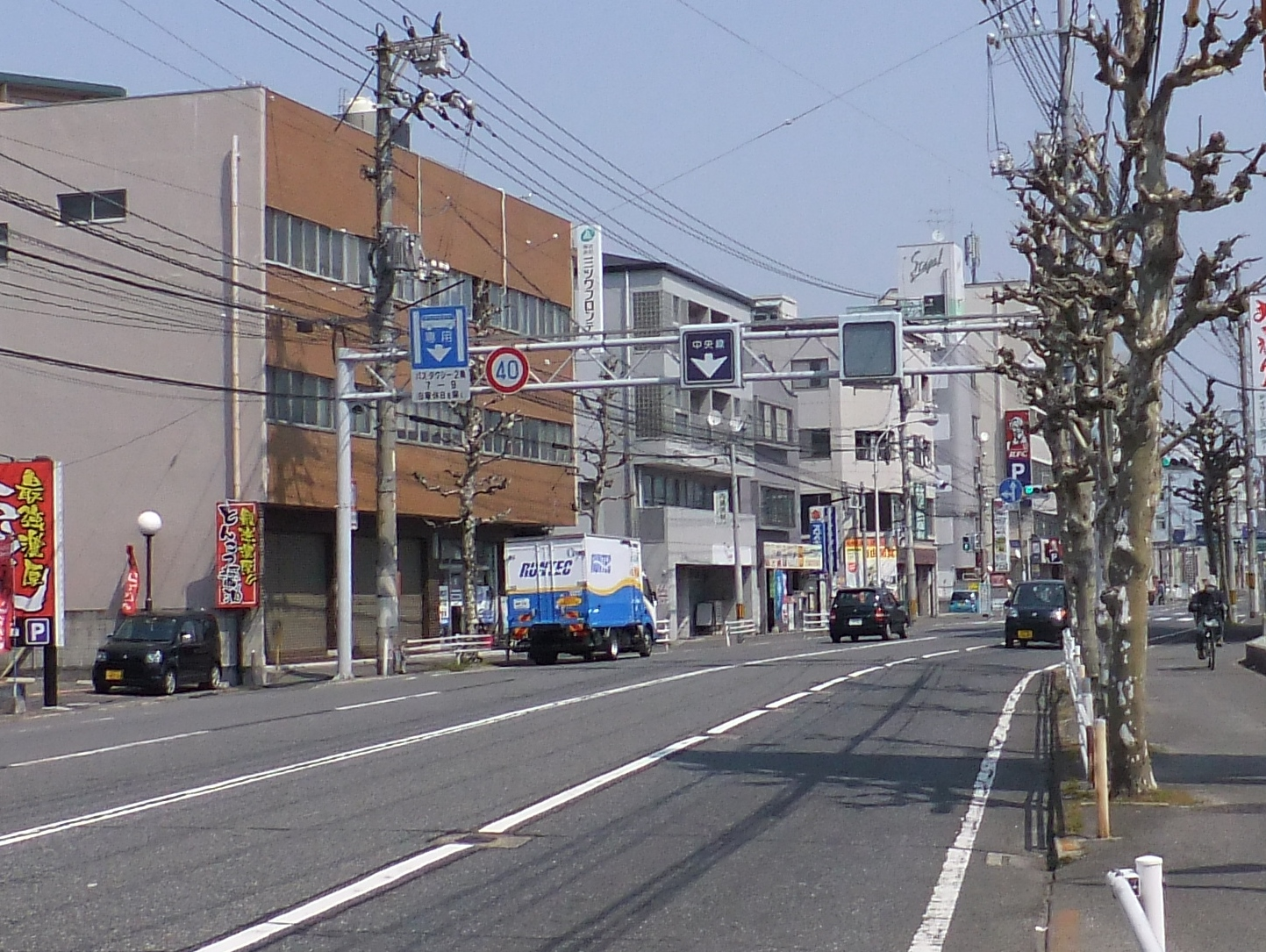
宮島街道におけるリバーシブルレーン（廃止済）。画像右端の車線に道路鋲（規制実施中に点灯）が見られる

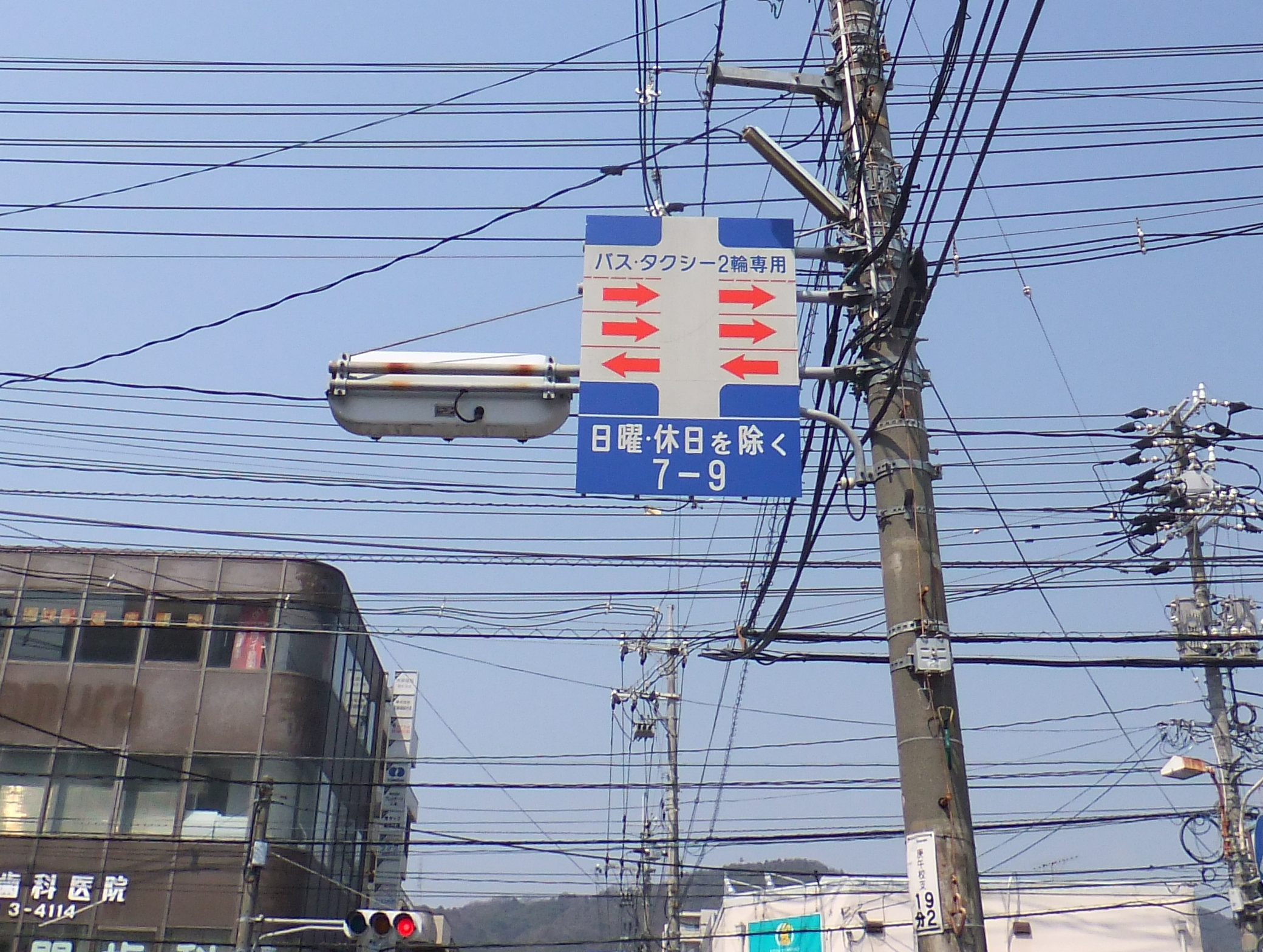
同上。規制時間帯の車線を示した交通標識。宮島街道は通常片側2車線であるところを、規制時間帯は広島市内方面3車線（うちバス・タクシー・二輪車専用1）、廿日市方面1車線として運用された

リバーシブルレーン（可逆車線、英: Reversible Lane）は、渋滞緩和のために全幅3車線以上の道路において中央線（センターライン）の位置を時間帯によってずらし、交通量が特に多い方向の車線を特定の時間帯のみ増やす交通規制のことで、中央線変移（中央車線変移）と称される（バスレーン規制とセットで実施されることもある）。

## 危険性
渋滞解消に効果はあるものの、正面衝突の危険性がある（現実に事故は多く発生している）ほか、運転者にとっては速度を出す道路中央寄り通行帯が時間によって対向車線になったり、自動車や二段階右折対象外の原付が右折する時に通るべき車線を間違えたりするなど、現地の道路事情に通じていないと危険である。
これらの中央分離帯突破事故への危険性回避、渋滞への対応を解決するため、コンクリート製のユニットで構成された防護柵で中央分離帯を設置し、それを専用車により移動させる事例もある。

## 歴史

### 日本
日本では1960年代後半に、東京都内の甲州街道や日光街道で試験的に運用されていたが、効果が見られたとして1970年以降、川越街道、中原街道、青梅街道でも実施されることとなった。
その後も他の都市で採用例は見られたが、一般的な渋滞解消策として言えるほど普及しなかった。主要な交差点に右折レーンを適切に設置した方が、渋滞解消になる等の理由で撤去された事例もある。

## 設備
リバーシブルレーン区間の前後と区間内には次のような設備が備わっていることが多く、これらは主に警察の交通管制センターで遠隔制御される。

### 可変標識板
通行できる車線とセンターラインの位置を表示する。通行できる車線は主に矢印と進入禁止、または○と×で表示される（×印標示は、メーカーによって点滅と点灯の二通りに分けられる）。メーカーは主に小糸工業（×印は常時点灯）・三工社（×印は常時点滅）、名古屋電機工業の3社体制である。また、通行できない車線に信号機の灯火器を利用して「赤い×」の表示をさせる場合もある。

### 道路鋲
路面にランプを埋め込み、明滅させることでセンターラインとする。道路標識、区画線及び道路標示に関する命令別表第6の「中央線 (205)」によると、「三 道路の中央以外の部分を道路の中央として指定するとき」の「（ニ）日又は時間を限って指定するとき」に該当し、「標示筒、標示さく又は黄色の灯火のついている道路鋲」により標示される。ただし、同命令では標示の設置区間の基準については同別表第5の「道路の中央を示す必要がある道路の区間」としか規定されていない。危険防止のためには、規制対象の全区間を灯火道路鋲により標示すべきであるが、実態としては、主要交差点などの付近だけに灯火道路鋲を設置している場合がほとんどである。

## 時間一方通行規制
時間一方通行規制（じかんいっぽうつうこうきせい）は、対面通行の道路を時間帯によって一方通行に規制し、交通量がより多い方向への一方通行とする交通規制のことである。
なお、ラッシュ時間帯の住宅街への車両流入を防止するための車両通行禁止規制とは異なる。
運転者にとっては標識を確実に順守する必要がある。正面衝突の危険性がある（現実に事故は多く発生している）ほか、一方通行の時間帯に自動車や二段階右折対象外原付が右折する時には道路中央ではなく道路右端に寄る必要があるなど、現地の道路事情に通じていないと危険であるため、日本では道路整備の進行に伴って規制を廃止する流れにある。

## 専用車による移動
中央分離帯を専用の防護柵切替用車両(BTM, バリアトランスファーマシン)により移動させる「ロードジッパーシステム」と呼ばれる事例もある。
アメリカ合衆国、オーストラリアではロードジッパーシステムによる渋滞対策が行われており、日本では工事車線規制に対して2016年に初めて試行され、いくつかの工事で導入されている。
分離帯はコンクリート製防護ブロックを金属製のピンで連結して設置される。通行帯の変更時には、防護柵切替用車両が防護ブロックを持ち上げつつ、搭載されたS字カーブに沿って一車線分の移設を行い、戻す場合は逆方向へ進むことで移設できる。

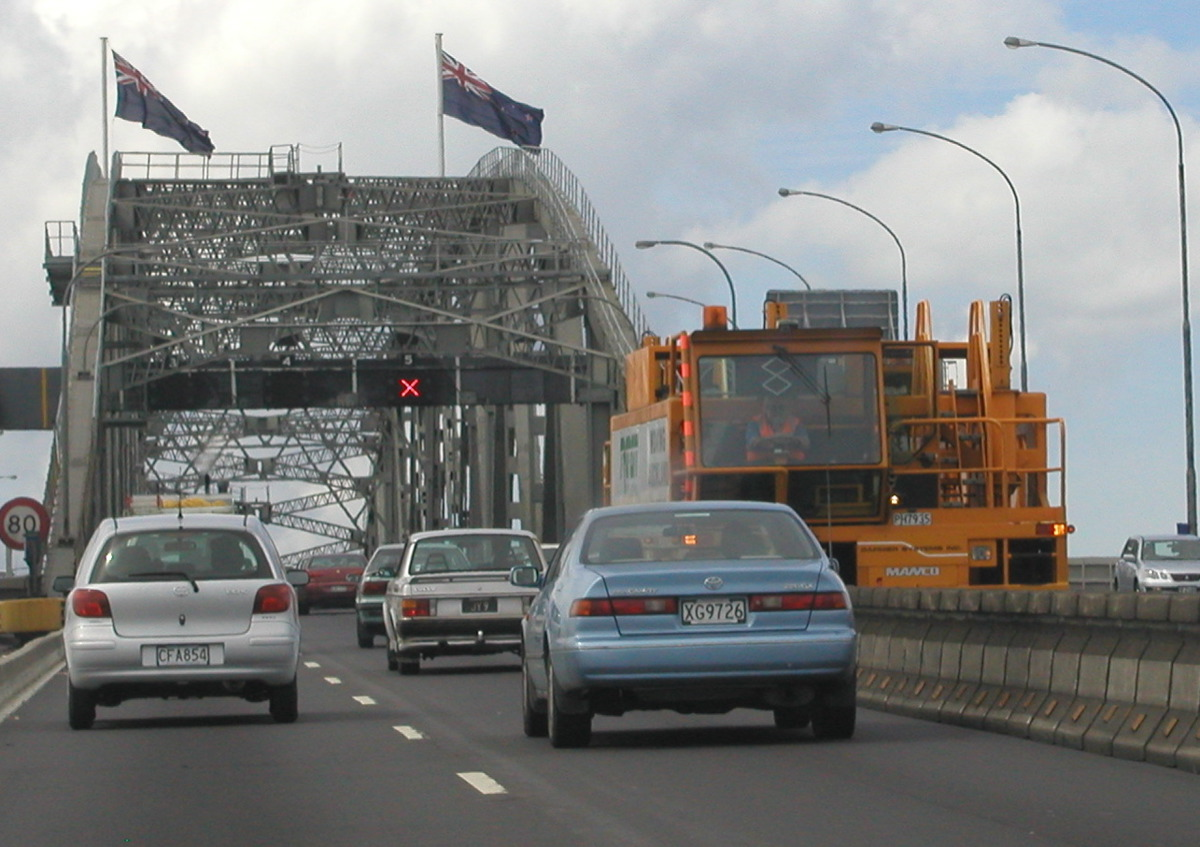
BTMの周りを行きかう車（ニュージーランド）
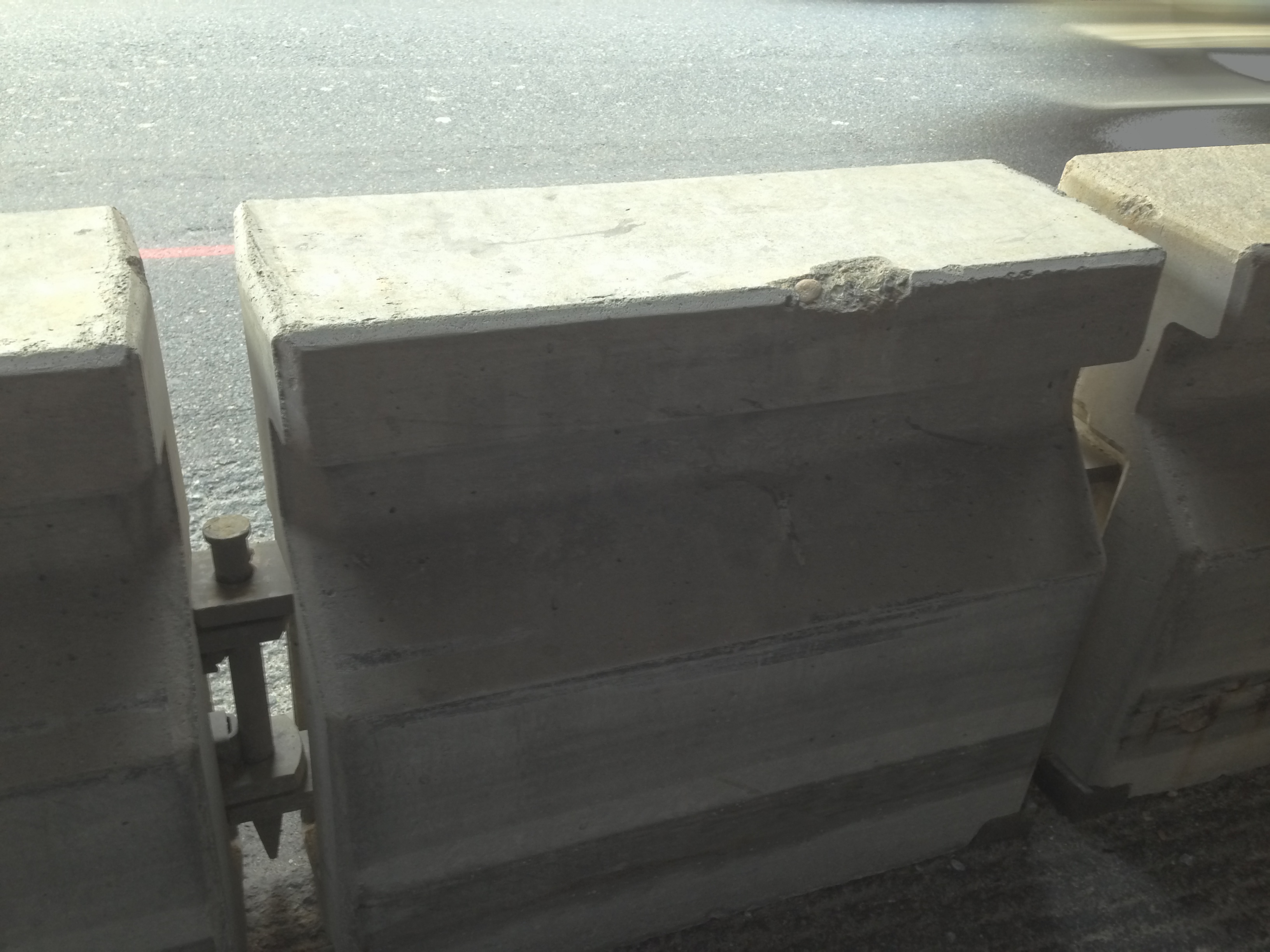
連結された防護柵

| - BTMの周りを行きかう車（ニュージーランド） - 連結された防護柵 |